# Народна хорова капела імені. Євгена Мануйлова
Народна хорова капела імені Євгена Мануйлова — хоровий колектив у Лисичанську, заснований 1964 року.
Створена у 1 травня 1964 році при міському  Будинку культури імені В. І. Леніна, художнім керівником якої став Є. П. Мануйлов, випускник  Харківського музичного училища. У 2000 році художнім керівником народної хорової капели імені Є. Мануйлова стає Володимир Бадунь.
Колектив нараховує 26 учасників. У складі хорової капели працівники різних професій та пенсіонери, яких об'єднує любов до хорового співу. Переважає радянський репертуар, зокрема це пісні «Эхо войны» (сл. А. Алєксєєнко, муз. Б. Малишева), «Баллада о поле» (сл. та муз. А. Дєєвой) та інші. «Мое отечество Донбасс» (сл. В. Зайцева, муз. С. Турнеева), «Моя Україна» (сл. Д. Павличка, муз. І. Поклада), «Поклонимся великим тем годам» (сл. М Добронравова, муз. О.Пахмутової та ін.)
Гордістю народної хорової капели є її солісти: Л. Дунаєва, В. Бодякова, Г. Черних, А. Мийнов, А. Курипко, М. Малишев, Б. Малишев – поет і композитор, який у 2011 році отримав диплом «Человек года» та медаль Михайла Смоктуновського. Ведучим солістом по праву є ветеран хорової капели Анатолій Алєксєєнко – поет і композитор, заслужений працівник культури (2010 р.), лауреат обласних і міжнародних конкурсів, за плечима якого більше 1000 концертів.